# Coral Buttsworth
Coral McInnes Buttsworth (født 1900 i Taree, New South Wales død 20. december 1985 i Hazelbrook, NSW) var en kvindelig tennisspiller fra Australia.
Buttsworth vandt tre finaler i Grand Slam-turneringen Australian Open, i 1931 vandt hun singlefinalen og 1932 vandt hun både single- og doubletitlen.

## Grand Slam-titler
- Australien  Australian Open:
  - Single damer 1931 (hun besejrede Marjorie Cox Crawford med 1-6, 6-3, 6-4 i finalen)
  - Single damer 1932 (hun besejrede Kathrine Le Mesurier med 9-7, 6-4 i finalen)
  - Double damer 1932 (sammen med Marjorie Cox Crawford)